# Convenio sobre la protección y utilización de los cursos de agua transfronterizos y de los lagos internacionales
El Convenio sobre la protección y utilización de los cursos de agua transfronterizos y de los lagos internacionales, también conocido como el Convenio del Agua (en inglés Convention on the Protection and Use of Transboundary Watercourses and International Lakes o Water Convention) es un tratado internacional que tiene por objeto reforzar las medidas de ámbito local, nacional y regional destinadas a proteger y asegurar la cantidad y calidad de los recursos hídricos transfronterizos y su uso sostenible.
El convenio se aplica a la prevención de los accidentes industriales que puedan tener efectos transfronterizos, incluidos los efectos de accidentes de dicho tipo provocados por desastres naturales, y a las medidas preparatorias y respuestas para hacerles frente, así como a la cooperación internacional en materia de asistencia mutua, investigación y desarrollo, intercambio de información y de tecnología con fines de prevención, preparación y respuesta; sin embargo, no se aplica a los accidentes nucleares ni situaciones de urgencia radiológica, los accidentes ocurridos en instalaciones militares, rupturas de presas, salvo los efectos de los accidentes industriales provocados por esas rupturas, los accidentes de los transportes terrestres con excepción de las intervenciones de urgencia como consecuencia de dichos accidentes, el transporte en el lugar donde se desarrolle la actividad peligrosa, la liberación accidental de organismos con modificaciones genéticas, los accidentes provocados por actividades en el medio marino, incluidas la exploración o explotación de los fondos marinos y los vertidos de hidrocarburos o de otras sustancias nocivas en el mar.
El convenio fue aprobado el 17 de marzo de 1992, por la Comisión Económica de las Naciones Unidas para Europa, en una conferencia desarrollada en Helsinki, Finlandia, y entró en vigor el 6 de octubre de 1996. A abril de 2016, son partes en esta convención 41 Estados y organismos internacionales.

## Contenido
El convenio contiene 32 artículos y, además, incluye 13 anexos: I. Sustancias peligrosas a efectos de definición de las actividades peligrosas; II. Procedimiento de la comisión de investigación en aplicación de los artículos 4 y 5; III. Procedimientos en aplicación del artículo 4; IV. Medidas preventivas en aplicación del artículo 6; V. Análisis y evaluación; VII. Decisión del emplazamiento en aplicación del artículo 7; VIII. Preparativos para situaciones de emergencia en aplicación del artículo 8; VIII Información al público en aplicación del artículo 9; IX. Sistemas de notificación de accidentes industriales en aplicación del artículo 10; X. Asistencia mutua en aplicación del artículo 12; XI. Intercambio de información en aplicación del artículo 15; XII. Tareas de asistencia mutua en aplicación del apartado 4 del artículo 18; XIII. Arbitraje.
En el convenio se adoptó un enfoque holístico, en el entendido que los recursos hídricos forman parte integrante de los ecosistemas, de la sociedad y la economía en general. El convenio establece a las partes en este diversas obligaciones, tales como prevenir, controlar y reducir los impactos transfronterizos nocivos para el medioambiente, la salud humana y las condiciones socioeconómicas; garantizar la gestión razonable y equitativa de las aguas transfronterizas, empleando el enfoque ecosistémico y guiándose por el principio de precaución y el principio de que «el que contamina, paga»; salvaguardar y restaurar los ecosistemas; llevar a cabo estudios de impacto ambiental, redactar planes de emergencia, establecer objetivos de calidad del agua y minimizar los riesgos de contaminación accidental del recurso.
El convenio exige que las partes en éste celebren acuerdos bilaterales o multilaterales específicos y que establezcan instituciones u órganos conjuntos, tales como comisiones sobre ríos y lagos, a fin de cumplir con sus obligaciones.